# Christian Olsson
Christian Olsson (Gotemburgo, 25 de enero de 1980) es un atleta sueco especialista en triple salto, que fue campeón olímpico de esta prueba en los Juegos de Atenas 2004, y ha sido también campeón mundial y europeo.
Comenzó a interesarse por el triple salto en 1995, después de ver al británico Jonathan Edwards batiendo el récord mundial en los mundiales de Gotemburgo, la ciudad natal de Olsson.
Desde 1999 su entrenador es Yannick Tregaro. Ese año se proclamó en Riga campeón de Europa junior de salto de altura, una prueba donde también destaca. Curiosamente en triple salto solo fue 2º.
Participó en los Juegos Olímpicos de Sídney 2000, aunque no se clasificó para la final de triple. Su revelación internacional se produjo en los Mundiales de Edmonton de 2001 donde finalizó 2ª, precisamente por detrás del plusmarquista mundial Jonathan Edwards.
En 2002 se proclamó campeón de Europa tanto en pista cubierta como al aire libre. Desde entonces ha ganado todos los títulos posibles. Ha sido campeón mundial al aire libre (París 2003), campeón mundial en pista cubierta (Birmingham 2003 y Budapest 2004), y campeón olímpico en los Juegos de Atenas 2004.
En los Mundiales indoor de Budapest 2004 ganó con un salto de 17'83 que igualaba el récord mundial en pista cubierta de esta prueba, que tenía el cubano Aliecer Urrutia desde 1997.
En los Juegos Olímpicos de Atenas 2004 ganó la medalla de oro con 17'79 la mejor marca de su vida al aire libre y un nuevo récord de Suecia. Curiosamente Olsson tiene mejor marca en pista cubierta que al aire libre.
A finales de 2004 sufrió una lesión en un pie, que al principio no parecía importante pero que al final le hizo perderse toda la temporada de 2005, por lo que no pudo participar en los Mundiales de Helsinki de ese año. 
Su primera competición tras la lesión fue en junio de 2006 y saltó 17'09 demostrando que ya estaba totalmente recuperado. En agosto revalidó en Gotemburgo, delante de su público, el título de Campeón de Europa con 17'67, que es la segunda mejor marca mundial de esta temporada por detrás del estadounidense Walter Davis (17'71)
Olsson ha sido además siete veces campeón sueco de triple salto, y es un notable competidor en salto de altura, aunque solo a nivel nacional.

## Resultados
- Juegos Olímpicos de Sídney 2000 - elim. (16'64)
- Mundiales de Edmonton 2001 - 2º (17'47)
- Copa del Mundo de Madrid 2002 - 3º (17'05)
- Europeos Indoor de Viena 2002 - 1º (17'54)
- Europeos de Múnich 2002 - 1º (17'53)
- Mundiales Indoor de Birmingham 2003 - 1º (17'70)
- Mundiales de París 2003 - 1º (17'72)
- Mundiales Indoor de Budapest 2004 - 1º (17'83)
- Juegos Olímpicos de Atenas 2004 - 1º (17'79)
- Europeos de Gotemburgo 2006 - 1º (17'67)

## Mejores marcas
- Triple salto (outdoor) - 17'79 m
- Triple salto (indoor) - 17'83 m
- Salto de longitud - 7'71 m
- Salto de altura - 2'28 m